# Cleistocactus paraguariensis
Cleistocactus paraguariensis ist eine Pflanzenart in der Gattung Cleistocactus aus der Familie der Kakteengewächse (Cactaceae). Das Artepitheton paraguariensis verweist auf das Vorkommen der Art in der Nähe der Stadt Paraguarí.

## Beschreibung
Cleistocactus paraguariensis wächst strauchig mit ausgespreizten, grünen Trieben mit Durchmessern von 1 bis 1,5 Zentimetern und bildet niedrige Büsche. Es sind 10 bis 11 gekerbte Rippen vorhanden. Die 4 bis 5 Mitteldornen sind rötlich braun und bis 2,5 Zentimeter lang. Die 12 bis 15 gelben bis rötlich gelben Randdornen sind 2 bis 6 Millimeter lang.
Die zygomorphen, orangeroten Blüten sind S-förmig gebogen und besitzen eine schiefe Mündung. Sie sind bis 5 Zentimeter lang. Ihr Perikarpell und die Blütenröhre sind mit einigen Schuppen mit weißen Haaren besetzt. Die Früchte sind nicht beschrieben.

## Verbreitung und Systematik
Cleistocactus paraguariensis ist in Paraguay im Departamento Paraguarí verbreitet.
Die Erstbeschreibung erfolgte 1979 durch Friedrich Ritter. Ein nomenklatorisches Synonym ist Cleistocactus baumannii var. paraguariensis (F.Ritter) P.J.Braun & Esteves (1995).
Cleistocactus paraguarensis ist nah mit Cleistocactus baumannii verwandt.

## Nachweise